# ネピドー
ネピドーまたはネーピードー（ビルマ語: ; ALA-LC翻字法: Ne praññʻ toʻ; 発音 [nèpjìdɔ̀]; 英語: Naypyidaw, 英語発音: /ˈneɪpjɪˌdɔː/）は、ミャンマーの首都。2006年に旧首都ヤンゴンに代わり首都となった。

## 地理

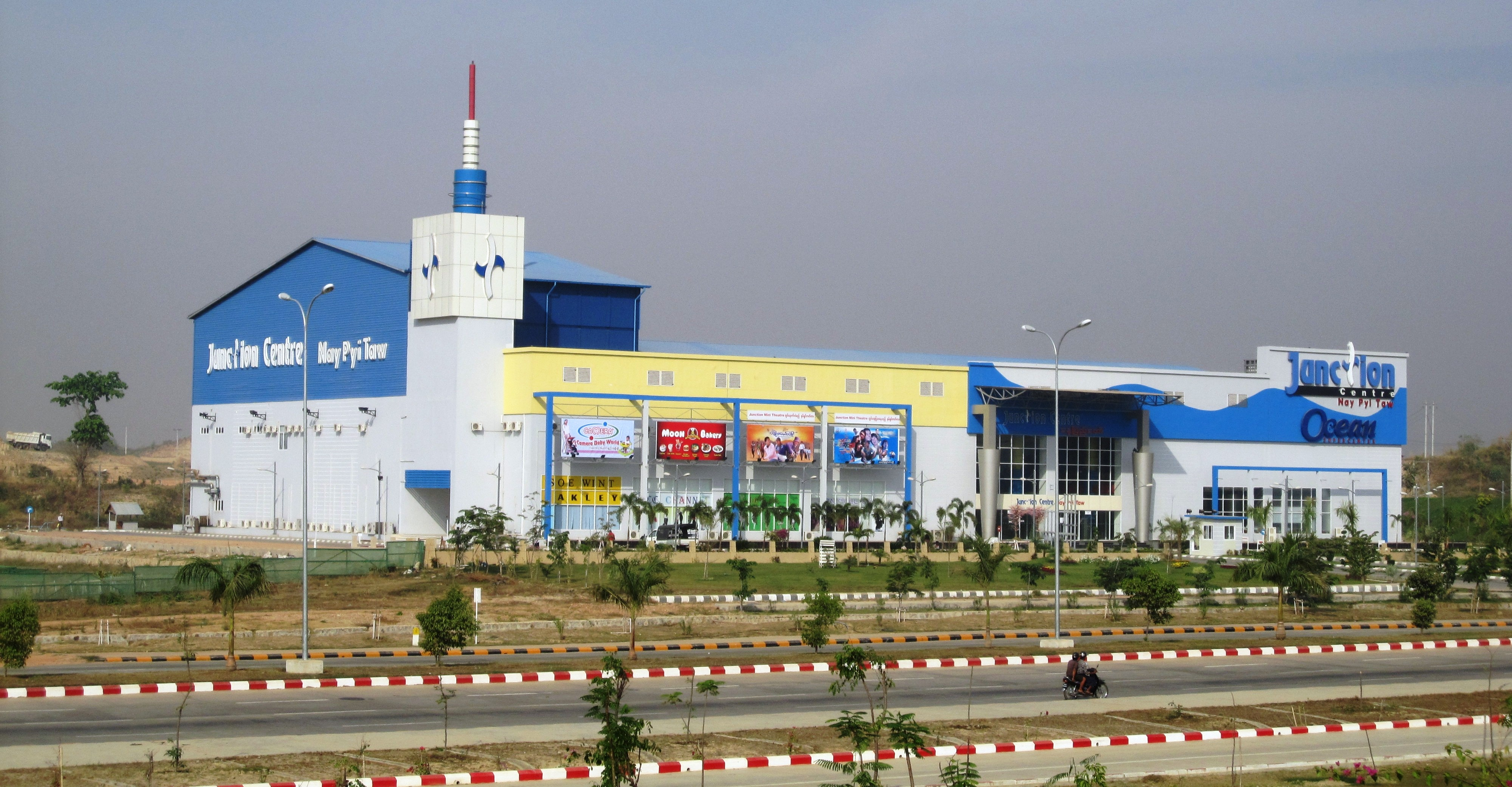
大型ショッピングセンター

外国からの多数の観光客を見越して、高級ホテルが立ち並ぶ地区がある。また、有事に戦闘機の滑走路としての使用を想定するとされる20車線の広い幹線道路がある。近代的な3つの大型ショッピングセンター（映画館を併設したものもある）もあるが、大きな病院はない。なお、ヤンゴンとは異なり、電力事情は極めて良好であるとされる。
巨大な都市にレストランは20軒もなく、駐在員は自炊を強いられる。そのため、在ミャンマー日本国大使館や商社などの駐在員の多くはヤンゴンから移転せずにいる。
また、行政首都に一般人は立ち入り禁止で、商人は商業地区に隔離されている。軍の司令部なども政府庁舎とは離れた地区に所在する。軍事パレードが行われる広場には、ビルマ史上の偉大な王であるアノーヤター、バインナウン、アラウンパヤーら3人の巨像が並んでいる。
2011年10月19日に巨大なネピドー国際空港が完成し、開港当初、国内線のほかは国際線が就航していなかったが、現在はタイ王国・バンコク線、インド・インパール線、中国・昆明線が就航している。
東京ドーム70個分に相当する大きさの国会議事堂は2010年6月ごろに完成。2010年の総選挙の結果を受け、2011年1月に22年ぶりの連邦議会が新しい議事堂で開催された。
内陸の閉鎖された地域にあり、移転について移転当時から群衆反乱に備えた措置との見方もあった。ネピドーという言葉は「王都」という意味だが、移転当時、多くのミャンマー人が「チャッピエー」と呼んだ。恐がって逃げたという意味である。この地理的条件は2021年の軍クーデターに際し、軍が国会のために集まった議員らを逮捕するのに役立っている。

### 気候
| ネピドーの気候                                    | ネピドーの気候 | ネピドーの気候 | ネピドーの気候 | ネピドーの気候 | ネピドーの気候 | ネピドーの気候 | ネピドーの気候 | ネピドーの気候 | ネピドーの気候 | ネピドーの気候 | ネピドーの気候 | ネピドーの気候 | ネピドーの気候 |
| 月                                                | 1月            | 2月            | 3月            | 4月            | 5月            | 6月            | 7月            | 8月            | 9月            | 10月           | 11月           | 12月           | 年             |
| ------------------------------------------------- | -------------- | -------------- | -------------- | -------------- | -------------- | -------------- | -------------- | -------------- | -------------- | -------------- | -------------- | -------------- | -------------- |
| 平均最高気温 °C （°F）                            | 30 (86)        | 34 (93)        | 36 (97)        | 38 (100)       | 35 (95)        | 32 (90)        | 31 (88)        | 30 (86)        | 32 (90)        | 32 (90)        | 31 (88)        | 29 (84)        | 32.5 (90.5)    |
| 平均最低気温 °C （°F）                            | 14 (57)        | 16 (61)        | 20 (68)        | 24 (75)        | 25 (77)        | 24 (75)        | 24 (75)        | 24 (75)        | 24 (75)        | 23 (73)        | 20 (68)        | 16 (61)        | 21.2 (70.2)    |
| 降水量 mm （inch）                                | 5 (0.2)        | 2 (0.08)       | 9 (0.35)       | 33 (1.3)       | 154 (6.06)     | 160 (6.3)      | 198 (7.8)      | 229 (9.02)     | 186 (7.32)     | 131 (5.16)     | 37 (1.46)      | 7 (0.28)       | 1,151 (45.33)  |
| 平均降水日数                                      | 1              | 0              | 1              | 3              | 14             | 21             | 23             | 24             | 19             | 12             | 4              | 1              | 123            |
| 出典：Weather2Travel.com Retrieved March 26, 2013 |                |                |                |                |                |                |                |                |                |                |                |                |                |

## 歴史

### 遷都に至る経緯
2003年夏より、ピンマナの西数キロの軍用地であった場所で新行政首都の建設が始まるも、移転計画が明らかになったのは2005年の中ごろであった。急速な遷都は不可能とする見方も多かったが、ミャンマー政府は同年11月7日に移転を開始し、省庁・政府機関の職員達はトラックでヤンゴンからピンマナへと向かった。翌2006年3月27日の国軍記念日には、新首都で内外の報道陣を招き軍事パレードが開かれている。この席で、ミャンマー政府は首都地域をネピドー（, Naypyidaw, 「王都」「首都」の意）と呼ぶことを公式発表、10月10日には公式に遷都を発表した（日本の外務省ではネーピードーとしている）。

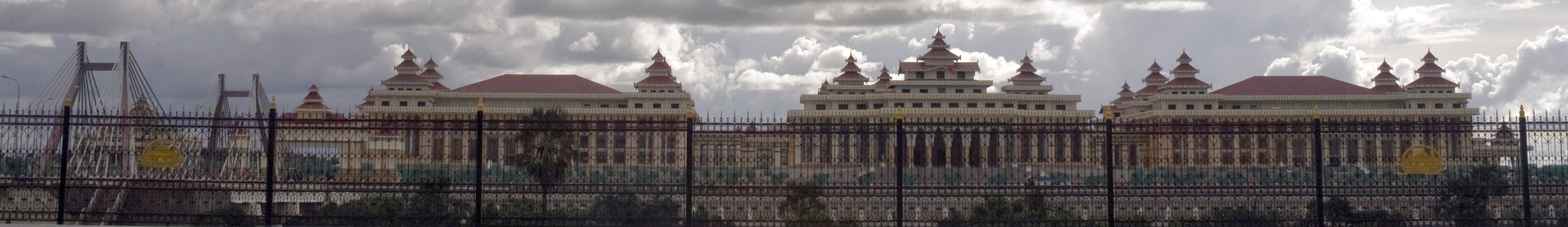
ミャンマー連邦議会 (Hluttaw) ビル

遷都の理由は公表されていないが、メディアや研究者による見方を以下に記述する。
- 旧首都ヤンゴンは人口が密集し交通も混雑している。市内にはもはや政府機関を拡張するための余地がないため[5]。
- アメリカからその専制を批判されているミャンマーが、イラク戦争同様に侵攻を受けた場合、内陸に位置するネピドーは海に近いヤンゴンより占領されにくく、より戦略的に有利な位置にあるからであるという見方[6]。
- ネピドーはカレン州、シャン州、チン州など少数民族の多い州（ピーネー）に近く、かつ上ビルマと下ビルマの結節点に位置しており、国内の治安維持を重視したという説[7][6][注釈 2]。
- 元首で上級大将のタン・シュエのお抱え占星術師の命令によるものであるという、首都移転の開始があまりに急であったことからミャンマー社会で広く信じられている説。タン・シュエの運勢が下降しており、早急に首都を移転させないと政権の命運が尽きるという予言があったとされる[6]。2005年11月9日のマレーシアの英字紙、ニュー・ストレーツ・タイムズは『首都移転の影に占星術師』のタイトルの記事を掲載している。また、2011年8月9日の日本のテレビ番組、教科書にのせたい!ではこの説が放送された。当の占星術師は、タンは占いを尋ねはするもののそれに左右される人物ではないと語っている。なお、ミャンマーの占星術師は名高く、しばしば隣国タイの有力者らも著名な占い師のもとを訪問するという[8]。
- 軍事政権は都市部の市民を恐れているとの説[6]。高度な教育を受けた国民や海外留学から帰国した人々の増加により、彼らの多く住むヤンゴンで市民運動や革命が起こることを軍事政権は危惧している。それゆえに、政権中枢をネピドーに移転させ政権の強い地盤とし、都市部で革命が起こっても、その影響を受けにくいネピドーから軍を送り、早期に鎮圧できるようにするというもの。

また、遷都を可能にした背景として、天然ガス輸出による外貨収入増が挙げられる。タイに対するガス輸出が軌道に乗ったことで、ミャンマー政府は移転に必要な財源を確保することができた。

## 画像

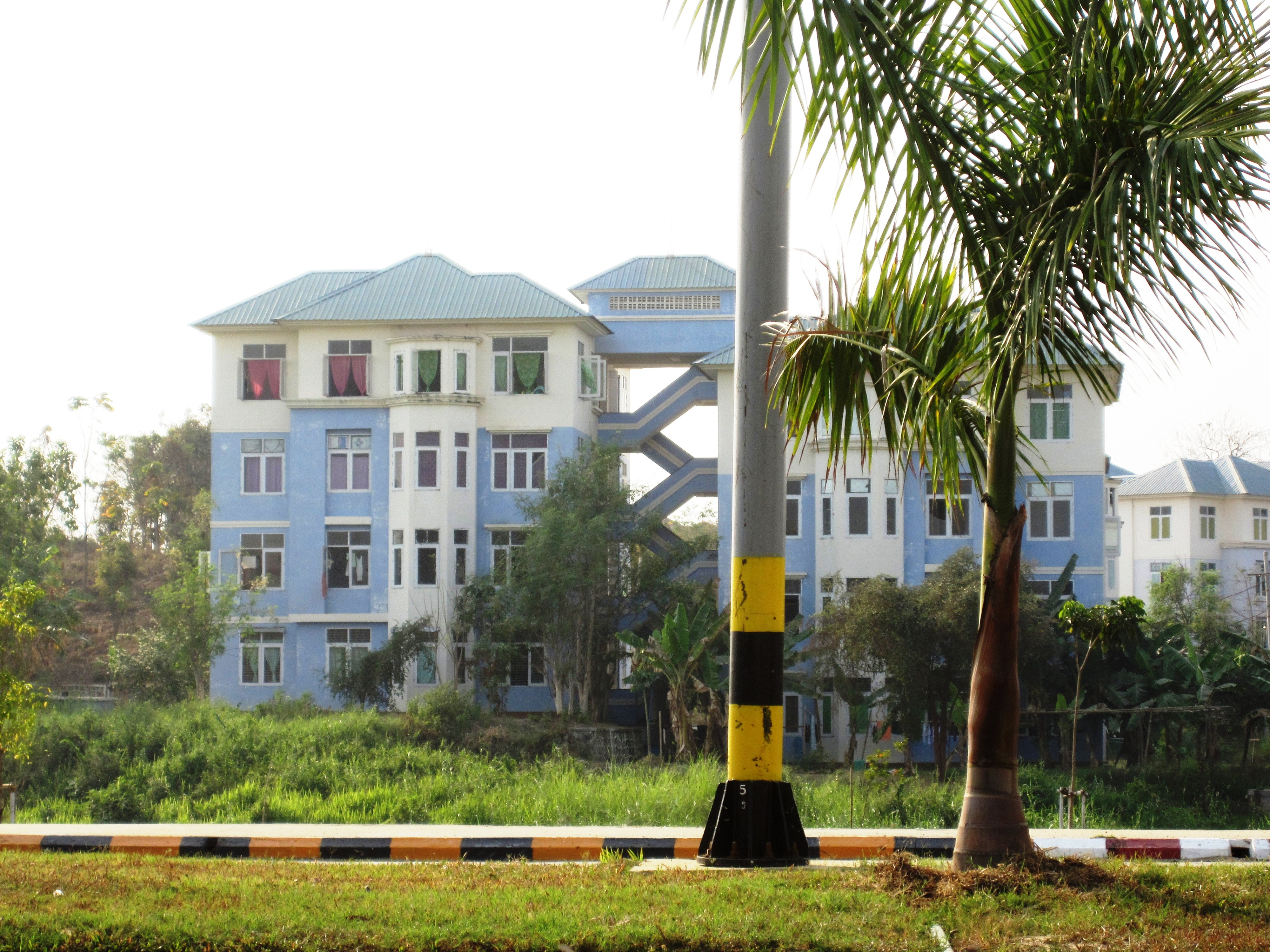
建ち並ぶマンション
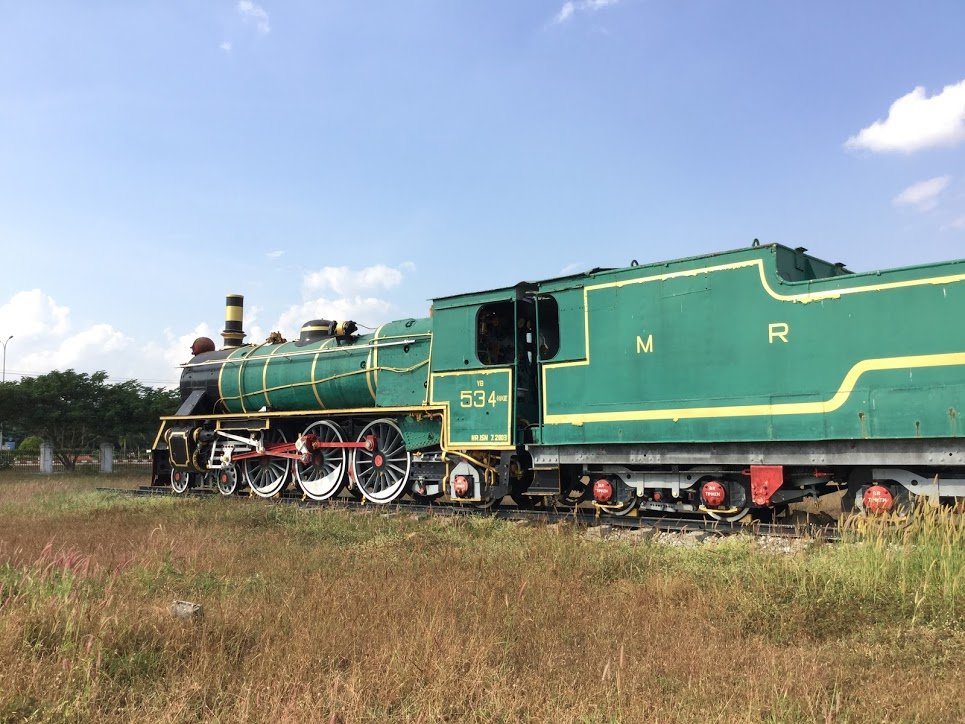
ネピドー駅（旧車両）
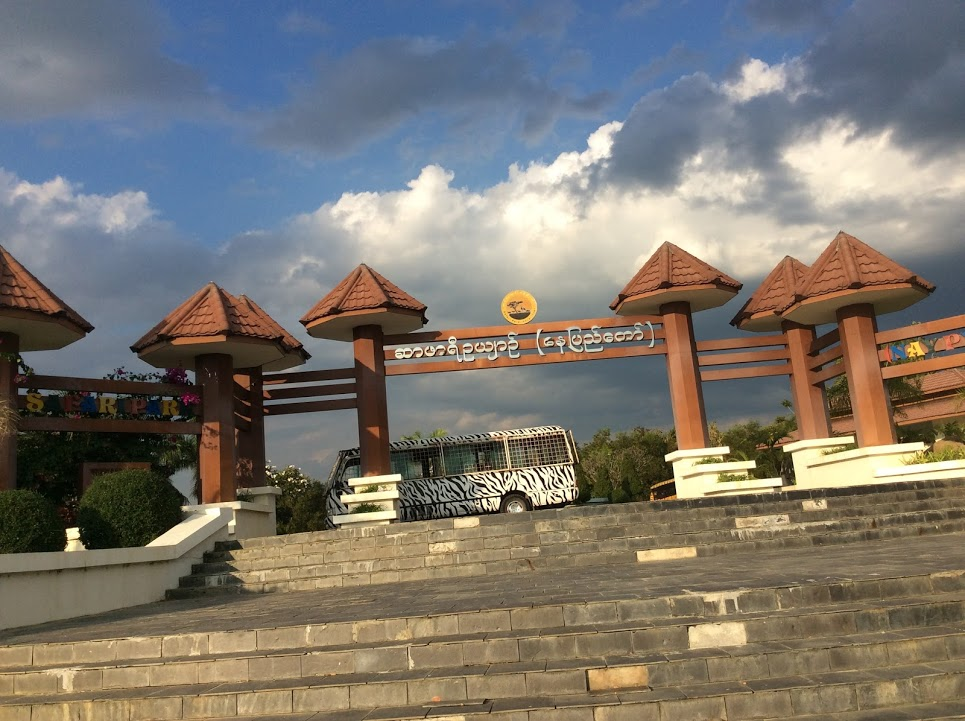
サファリパーク
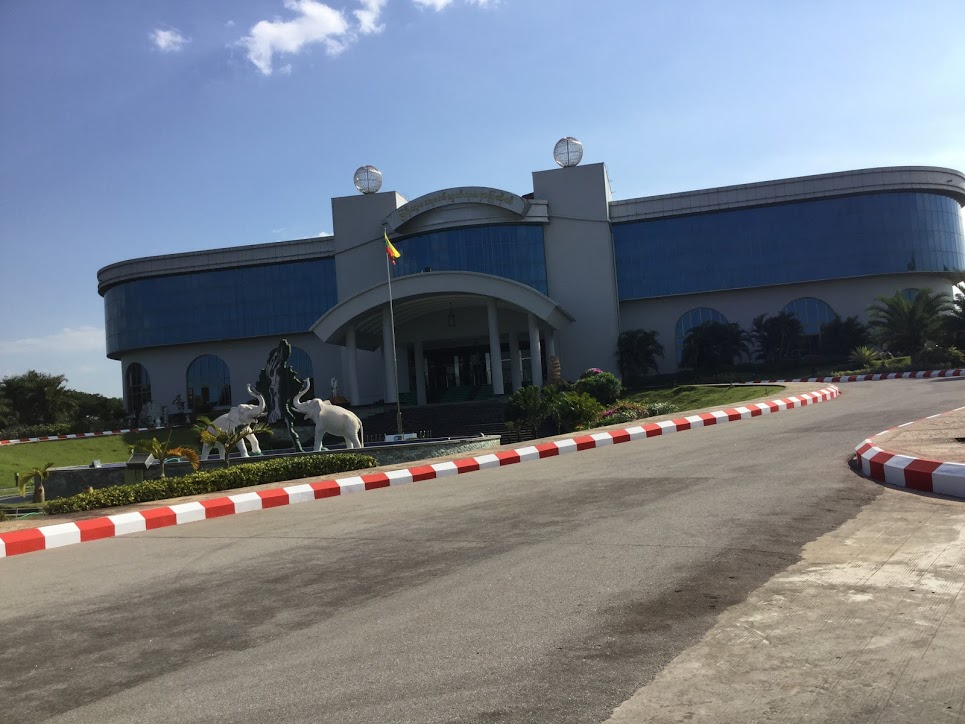
宝石博物館
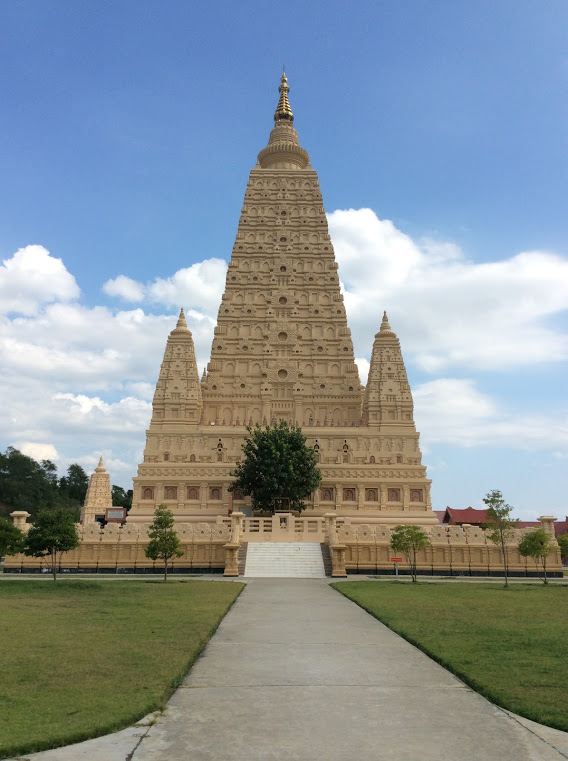
タッタ・タッタハ・マハ・バウディ寺院（英語版）